# Takanori Nunobe
Takanori Nunobe (布部 陽功 Nunobe Takanori?, nacido el 23 de septiembre de 1973 en Osaka) es un exfutbolista japonés. Jugaba de centrocampista y su último club fue el Avispa Fukuoka de Japón.

## Trayectoria

### Clubes
| Club           | País  | Año         |
| -------------- | ----- | ----------- |
| Verdy Kawasaki | Japón | 1995 - 1997 |
| Júbilo Iwata   | Japón | 1997        |
| Vissel Kobe    | Japón | 1998 - 2001 |
| Cerezo Osaka   | Japón | 2001 - 2005 |
| Avispa Fukuoka | Japón | 2006 - 2008 |

## Palmarés

### Títulos nacionales
| Título             | Club           | País  | Año  |
| ------------------ | -------------- | ----- | ---- |
| Copa del Emperador | Verdy Kawasaki | Japón | 1996 |
| J1 League          | Júbilo Iwata   | Japón | 1997 |